# Francesc Santacatalina Alonso
Francesc Paco Santacatalina Alonso (L'Alcúdia, 14 d'abril de 1950- ?, 17 d'agost de 2010) fou un polític i sindicalista valencià, militant en organitzacions d'esquerra i del nacionalisme valencià.

## Biografia
Nascut el 14 d'abril de 1950 a l'Alcúdia (Ribera del Xúquer), Paco Santacatalina se n'anà a viure a la ciutat de València per a cursar els estudis universitaris d'economia. Conegut en els àmbits clandestins del franquisme com «Ramon», durant els anys de facultat s'incorporà a Germania Socialista, influït pel trotskisme de la IV Internacional i, en aplegar la transició democràtica espanyola, s'afilià al Partit Obrer Socialista Internacionalista. Com a treballador a la Ford Motor Company d'Almussafes, va fundar la Federació del Metall de la UGT, en la qual milità com a intermediari entre l'empresa i els treballadors; més tard s'afilià a la Confederació Nacional del Treball.
Membre històric d'Unitat del Poble Valencià i el Partit Valencià Nacionalista, Santacatalina participà en la refundació de l'històric partit Esquerra Valenciana el 1998, del qual fou secretari general fins a la seua mort. Com a representant d'EV, es presentà a les eleccions al Parlament Europeu de 2004 dins de la llista d'Aralar. Santacatalina faltà el 17 d'agost del 2010 després d'una malaltia cardiovascular i va ser cremat el sendemà al Cementeri General de València: al funeral acudiren més de tres-centes persones i, malgrat l'ordenança municipal que prohibix dur la caixa al muscle, ho feren des de l'entrada del crematori fins al forn.
El 7 d'octubre del 2011, la Coordinadora Obrera Sindical —l'últim sindicat al qual s'afilià– obrí al barri de Nou Moles (l'Olivereta) de València un local sociocultural amb el nom de Casal Obrer i Popular Francesc Santacatalina en homenatge pòstum. En la inauguració participaren les colles de tabalet i dolçaina de la Societat Coral El Micalet i l'Estrella Roja de Benimaclet.